# Siepe (Kalbe)
Siepe ist ein Ortsteil der Ortschaft Jeetze und der Stadt Kalbe (Milde) im Altmarkkreis Salzwedel in Sachsen-Anhalt.

## Geographie
Siepe, ein kleines Straßendorf mit Kirche, liegt etwa 8 Kilometer nördlich der Stadt Kalbe (Milde) am Rande des Kalbeschen Werders in der Altmark. Die Sieper Graben fließt nach Norden in den Augraben.
Nachbarorte sind Störpke im Nordwesten, Jeetze im Nordosten, Vietzen im Süden und Güssefeld im Südwesten.

## Geschichte

### Mittelalter bis Neuzeit
Im Jahre 1324 wird das Dorf Siepe erstmals als Sype erwähnt, als Hans und Heinecke von Kröcher das Schloss Kalbe mit den zugehörigen Dörfern an Albrecht von Alvensleben verkaufen. Weitere Nennungen sind 1330 in villa Sypen, 1346 dorp tor zipe, 1687 Siepe und 1804 Siepe, Dorf mit Lehnschulze und Rademacher.
Im Jahre 1529 hatte der Hauptmann zu Spandau, Jakob von Jeetze, das Dorf vom Hospital St. Georg in Salzwedel gegen Einkünfte in Jeetze, Prezier und Kassuhn erworben.
Johann Friedrich Danneil schrieb im Jahre 1863, dass es nicht unwahrscheinlich sei, dass Dorf früher dort stand, wo sich die Breiten „rümpt Dörpstede“ (ausgeräumte Dorfstätte) und „Dörpsted im Busch“ befinden. Zahn konnte die Lage der Dorfstätte nicht ermitteln und hält die Aussage für unwahrscheinlich. Er beschreibt eine mögliche Wüstung im Nordwesten des Dorfes.
Südöstlich des Dorfes kurz vor Dolchau liegt die alte Dorfstelle Gölitz.

### Herkunft des Ortsnamens
Heinrich Sültmann erkennt in den Namen 1324 sype, 1467 to der zype, 1575 die siepe das Verb „siepen“ für „quellen, sickern“. Die springige Senke nördlich am Dorfe ist die Siepe. Jürgen Udolph erklärt die Siepe als ein in Nord- und Mitteldeutschland bezeugtes Wort für einen „träge rinnenden Wasserlauf“.

### Eingemeindungen
Ursprünglich gehörte das Dorf zum Arendseeischen Kreis der Mark Brandenburg in der Altmark. Zwischen 1807 und 1813 lag es im Kanton Kalbe auf dem Territorium des napoleonischen Königreichs Westphalen. Nach weiteren Änderungen gehörte die Gemeinde ab 1816 zum Kreis Salzwedel, dem späteren Landkreis Salzwedel.
Am 20. Juli 1950 wurde die Gemeinde Siepe in die Gemeinde Jeetze eingemeindet. Am 1. Januar 2010 wurde Jeetze in Kalbe (Milde) eingemeindet. So kam Siepe am gleichen Tag als Ortsteil zur neuen Ortschaft Jetze und zur Stadt Kalbe (Milde). Am 1. Januar 2010 wurde Jeetze nach Kalbe (Milde) eingemeindet, gleichzeitig kam damit Siepe als Ortsteil zur Stadt Kalbe (Milde) und zur neuen Ortschaft Jeetze.

### Einwohnerentwicklung
| Jahr | Einwohner |
| ---- | --------- |
| 1734 | 077       |
| 1774 | 072       |
| 1789 | 066       |
| 1798 | 061       |
| 1801 | 073       |
| 1818 | 075       |
| 1840 | 089       |
| 1864 | 103       |

| Jahr | Einwohner |
| ---- | --------- |
| 1871 | 106       |
| 1885 | 092       |
| 1892 | [00]093   |
| 1895 | 087       |
| 1900 | [00]094   |
| 1905 | 092       |
| 1910 | [00]091   |
| 1925 | 087       |

| Jahr | Einwohner |
| ---- | --------- |
| 1939 | 076       |
| 1946 | 134       |
| 2015 | 049       |
| 2016 | 044       |
| 2017 | 041       |
| 2018 | 041       |
| 2020 | [00]042   |
| 2021 | [00]040   |

| Jahr | Einwohner |
| ---- | --------- |
| 2022 | [0]46     |
| 2023 | [0]43     |

Quelle, wenn nicht angegeben, bis 1946 und 2015 bis 2018

## Religion
Die evangelische Kirchengemeinde Siepe, die früher zur Pfarrei Jeetze gehörte, wird heute betreut vom Pfarrbereich Fleetmark-Jeetze im Kirchenkreis Salzwedel im Bischofssprengel Magdeburg der Evangelischen Kirche in Mitteldeutschland. Die ältesten überlieferten Kirchenbücher für Jeetze stammen aus dem Jahre 1573.
Die katholischen Christen gehören zur Pfarrei St. Anna in Stendal im Dekanat Stendal im Bistum Magdeburg.

## Kultur und Sehenswürdigkeiten
- Die evangelische Dorfkirche Siepe trug früher das Patrozinium St. Nikolaus.[1] Sie ist ein spätromanischer Feldsteinbau aus einem flach gedeckten Schiff und einem Westquerturm.[20] Die Kirche war eine Filialkirche von Jeetze.[16] Eine dendrochronologische Untersuchung eines abgesägten Balkens im ersten Obergeschoss des Turmes lieferte ein Fälldatum um etwa 1327.[10]
- Der Nikolauskirche war 1507 von 24 Kardinälen ein Ablassbrief ausgestellt worden.[13][21]
- Der Kirchhof, das Gelände um die Kirche, wird als Ortsfriedhof genutzt.[22]

## Sage aus Siepe
Beckmann berichtete 1763: Im Dreißigjährigen Krieg hat bei Siepe ein Baum gestanden, der als Warte diente, da man von ihm aus, wie vom Dolchauer Berg, alle 7 Städte der Altmark sehen konnte. Man nannte ihn den Prüssen-Baum, nach einem Mann diesen Namens der sehr alt geworden war.